# Méliphage à bec fort
Melithreptus validirostris
Espèce
Statut de conservation UICN

 VU  : Vulnérable
Le Méliphage à bec fort (Melithreptus validirostris) est une espèce de passereaux de la famille des Meliphagidae

## Répartition
Il est endémique à l'archipel de Tasmanie (dont l'île King et l'archipel Furneaux).

## Habitat
Il habite les forêts tempérées.

## Taxonomie
La Méliphage à bec fort a été décrit par l'ornithologue John Gould en 1837. Son nom spécifique dérive des mots latins validus « fort », et rostrum « bec ». Il s'agit, avec plusieurs autres espèces, d'un membre du genre Melithreptus, espèces de taille similaire et à tête noire (à l'exception du Méliphage à tête brune) de la famille des Meliphagidae. L'espèce le plus proche en dehors de son genre est le beaucoup plus grand mais portant les mêmes marques Méliphage à oreillons bleus. Plus récemment, les analyses d'ADN ont montré qu'ils étaient apparentés aux Pardalotidae, Acanthizidae et Maluridae et ont été regroupés dans une grande superfamille, les Meliphagoidea.

## Description
Il mesure en moyenne 16,5 à 17,5 cm de longueur, il est gris brun olive dessus et brun pâle dessous, avec une tête, nuque et gorge noire avec une tache blanche sur l'œil et une autre tache blanche en forme de croissant sur la nuque. Les jeunes ont une couronne brune, une nuque teintée de jaune citron et la base du bec orange. Son cri est un piou piou fort ou un mélange de sons.

## Écologie
Il vit dans les forêts de grands arbres comme Eucalyptus regnans et E. delegatensis. Son régime alimentaire est composé principalement d'insectes et de divers autres invertébrés, qu'il chasse sur les troncs d'arbres, et qu'il complète par du nectar et des fruits. Bien que les deux espèces soient très répandues en Tasmanie, les zones d'alimentation du Méliphage à bec fort chevauchent rarement les sites d'alimentation du Méliphage à tête brune.

## Reproduction
Il niche de septembre à janvier, couvant une ou deux fois durant cette période. Le nid est une coupe à paroi épaisse faite d'herbes et de morceaux d'écorce et placée dans la fourche d'un grand arbre, généralement un eucalyptus. La femelle y pond deux ou trois œufs, de 22 x 17 mm et de couleur chamois rosé faiblement tacheté de brun-rouge.